# Кронжек
Кронжек (пол. Krążek) — село в Польщі, у гміні Болеслав Олькуського повіту Малопольського воєводства.
Населення — 142 особи (2011).
У 1975-1998 роках село належало до Катовицького воєводства.

## Демографія
Демографічна структура станом на 31 березня 2011 року:
|          | Загалом | Допрацездатний вік | Працездатний вік | Постпрацездатний вік |
| -------- | ------- | ------------------ | ---------------- | -------------------- |
| Чоловіки | 66      | 18                 | 40               | 8                    |
| Жінки    | 76      | 17                 | 39               | 20                   |
| Разом    | 142     | 35                 | 79               | 28                   |